# Shiloh (Georgia)
Shiloh is een plaats (city) in de Amerikaanse staat Georgia, en valt bestuurlijk gezien onder Harris County.

## Demografie
Bij de volkstelling in 2000 werd het aantal inwoners vastgesteld op 423.
In 2006 is het aantal inwoners door het United States Census Bureau geschat op 434, een stijging van 11 (2.6%).

## Geografie
Volgens het United States Census Bureau beslaat de plaats een oppervlakte van
5,9 km², waarvan 5,8 km² land en 0,1 km² water.

## Plaatsen in de nabije omgeving
De onderstaande figuur toont nabijgelegen plaatsen in een straal van 20 km rond Shiloh.